# Campeonato Paraguaio de Futebol de 1979
O Campeonato Paraguaio de Futebol de 1979 foi o sexagésimo nono torneio desta competição. Participaram dez equipes. O Club Nacional foi rebaixado. Era o único clube, além do Club Olímpia, a ter participado de todos os campeonatos até então. O campeão e o vice do torneio representaria o Paraguai na Copa Libertadores da América de 1980. Por ter ganhado a competição deste ano, o Club Olímpia abriu mais uma vaga para a copa, sendo que o segundo e o terceiro colocados foram classificados para aquele certame.
| Equipe                  | Cidade   | Departamento     | No ano anterior                                                      | Estádio | Capacidade | Títulos                                           | Participações |
| ----------------------- | -------- | ---------------- | -------------------------------------------------------------------- | ------- | ---------- | ------------------------------------------------- | ------------- |
| Club Cerro Porteño      | Assunção | Distrito Capital | Lugar                                                                | --      | --         | 19 (último em 1977)                               | 63            |
| Club Guaraní            | Assunção | Distrito Capital | Lugar                                                                | --      | --         | 8 (1906,1907, 1921, 1923, 1949, 1964, 1967, 1969) | 68            |
| Club Olimpia            | Assunção | Distrito Capital | Campeão                                                              | --      | --         | 25 (último em 1978)                               | 69            |
| Club Libertad           | Assunção | Distrito Capital | Lugar                                                                | --      | --         | 7 (1910, 1920, 1930,1943, 1945, 1955, 1976 )      | 65            |
| Club River Plate        | Assunção | Distrito Capital | Lugar                                                                | --      | --         | 0 (não possui)                                    | 63            |
| Club Rubio Ñu           | Assunção | Distrito Capital | Lugar                                                                | --      | --         | 0 (não possui)                                    | 16            |
| Club Sportivo Luqueño   | Luque    | Central          | Lugar                                                                | --      | --         | 2 (1951,1953)                                     | 45            |
| Club Atlético Tembetary | Ypané    | Central          | Lugar                                                                | --      | --         | 0 (não possui)                                    | 8             |
| Sol de América          | Assunção | Distrito Capital | Vice Campeão                                                         | --      | --         | 0 (não possui)                                    | 64            |
| Club Capitán Figari     | Lambaré  | Central          | Campeão do Campeonato Paraguaio de Futebol de 1978 - Segunda Divisão | --      | --         | 0 (não possui)                                    | 1             |

## Premiação
| Campeonato Paraguaio 1978 Primeira Divisão |
| Assunção                                   |
| ------------------------------------------ |
| Club Olímpia Campeão (26º título)          |